# F.I.R.E.
F.I.R.E. (Fast Ingenious and Risky Elimination) je počítačová hra pro počítače Sinclair ZX Spectrum a kompatibilní (například Didaktik). Jedná se o hru českého původu, jejím autorem je František Fuka. Vydavatelem hry byla společnost Ultrasoft, která ji komerčně vydala v roce 1992. Původně hra vyšla v roce 1988.
F.I.R.E. je střílečka, kde hráč ovládá malou raketu letící po povrchu neznámé planety. Hra má 4 úrovně, na konci první úrovně hráč musí zvítězit nad nepřátelskou raketou (stejná raketa je použita jako raketa hráče ve hře Jet-Story, jejímiž autory jsou Miroslav Fídler a František Fuka), v druhé úrovni nad velkou vosou, ve třetí úrovni nad vesmírným drakem a ve čtvrté úrovni nad hlavou s vrtulí.